# Université nationale Oles-Hontchar de Dnipro
L'université nationale Oles-Hontchar de Dnipro (ukrainien : Дніпровський національний університет імені Олеся Гончара) est une université la plus importante de la région de Dnipro, en Ukraine.

## Présentation
Fondée en 1918 elle compte aujourd'hui environ 20 facultés avec 1 300 professeurs. Il y a environ 22 000 étudiants ukrainiens et quelque 3 000 étudiants internationaux de 20 pays.
L'université est nommée en honneur d'Oles Hontchar, écrivain ukrainien.

## Historique

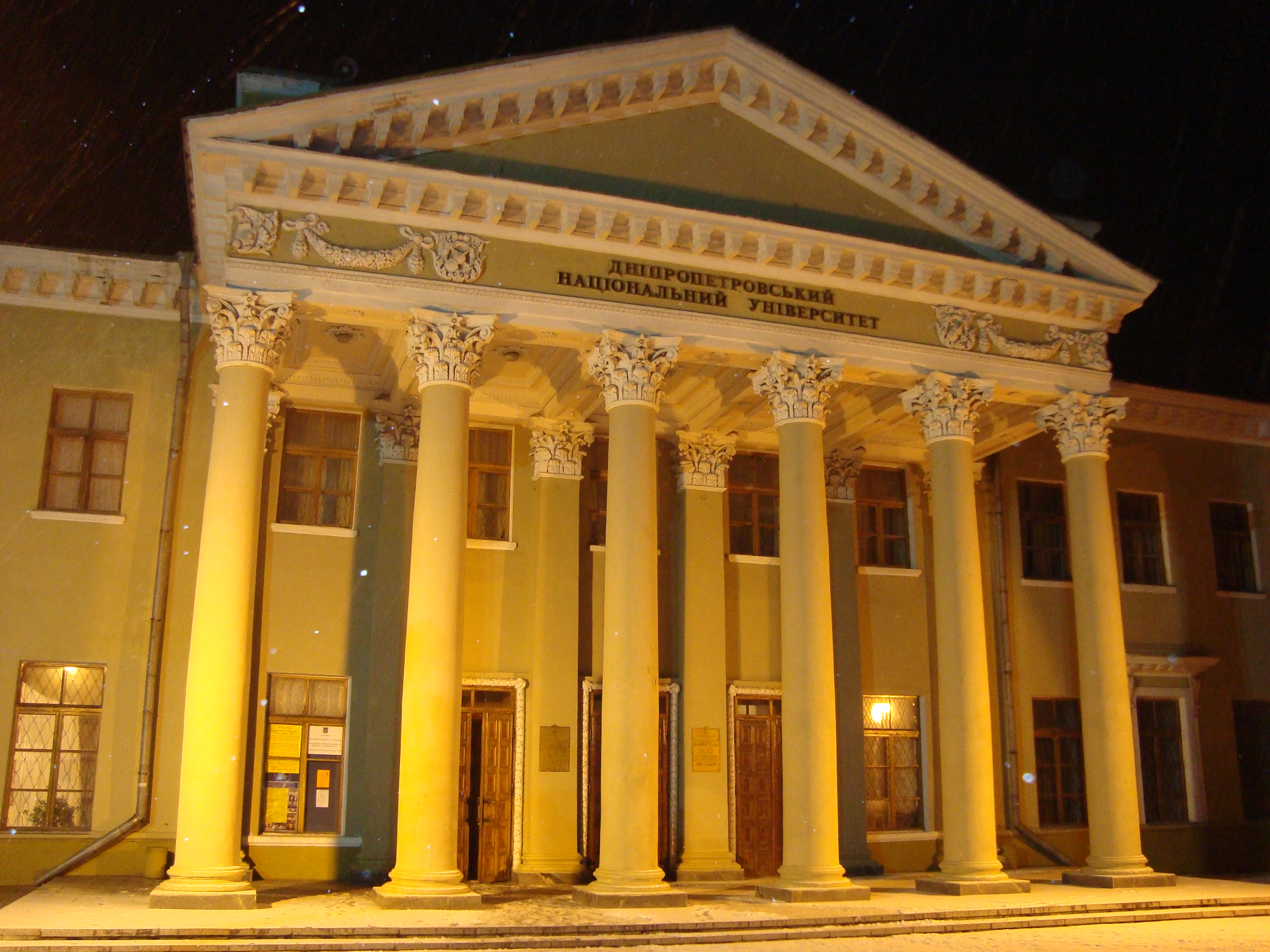
Université nationale Oles-Hontchar de Dnipro.